# James Ryder Randall

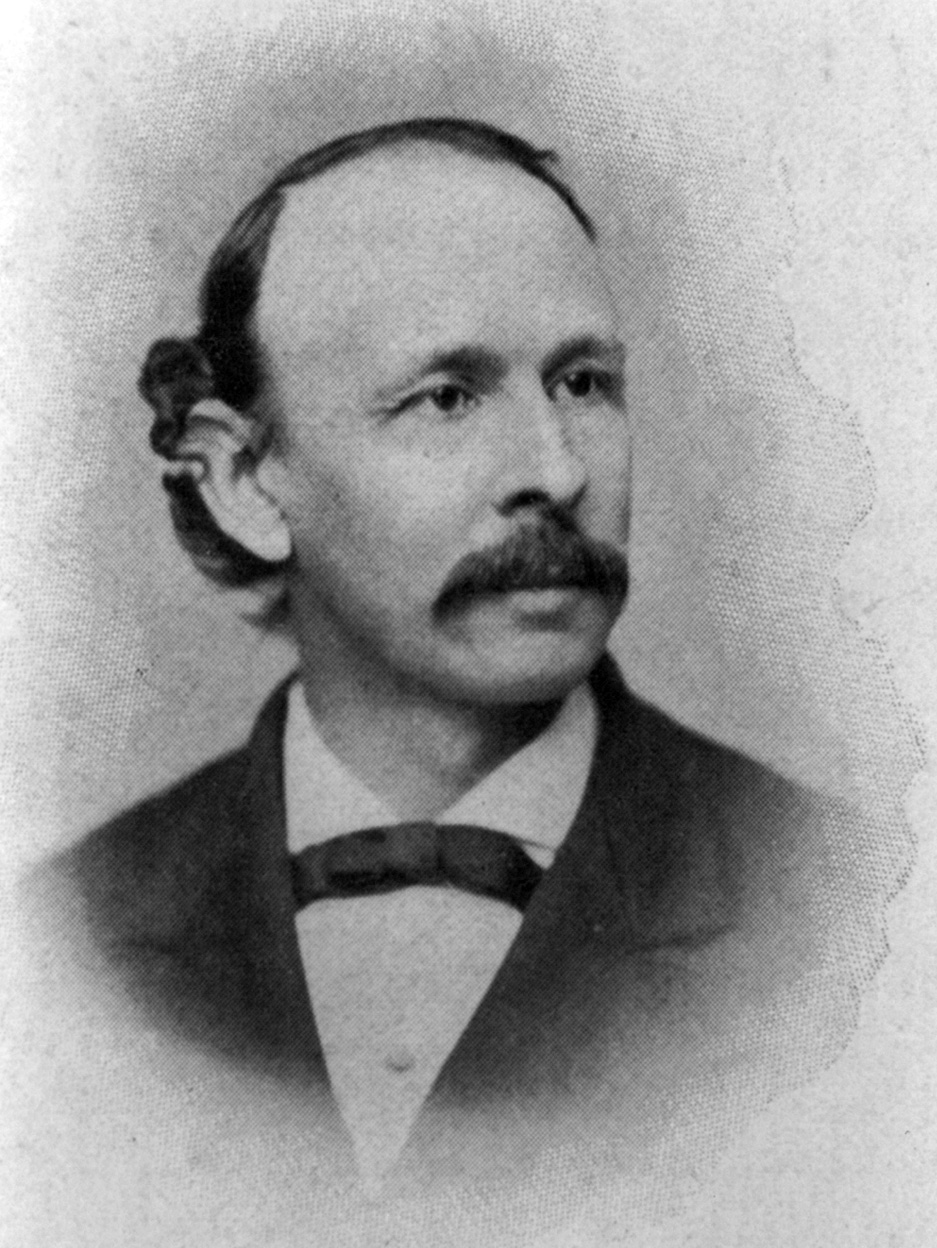
James Ryder Randall (1899)

James Ryder Randall (geboren am 1. Januar 1839 in Baltimore, Maryland; gestorben am 15. Januar 1908 in Augusta, Georgia) war ein amerikanischer Journalist und Dichter.

## Leben und Werk
Randall studierte an der Georgetown University, brach sein Studium jedoch letztlich ab und erhielt dennoch eine Professur für englische Literatur am kleinen Poydras College in Pointe Coupée, Louisiana.
1861 wurde er schlagartig durch das Gedicht Maryland, My Maryland berühmt, das er im patriotischen Überschwang verfasste, nachdem er von den Unruhen in Baltimore am 19. April 1861 hörte, die den Auftakt zum Sezessionskrieg darstellten. Dieses überaus martialische Gedicht ist ein Aufruf an die Bürger seines Heimatstaats Maryland, die gefallenen „Märtyrer“ zu rächen und den „Abschaum des Nordens“ – gemeint sind die Truppen der Unionsarmee – aus dem Land zu treiben, der „Tyrannei“ der amerikanischen Regierung unter Lincoln ein Ende zu bereiten und sich der Südstaatenkonföderation anzuschließen. Das Gedicht erwies sich als außerordentlich wirkungsvolle Propaganda. Zu der Melodie von O Tannenbaum wurde es als Schlachtlied der Konföderationstruppen populär und entwickelte sich so zum Südstaatenäquivalent von Julia Ward Howes Battle Hymn of the Republic.
Nach Kriegsende schlug Randall eine journalistische Laufbahn ein und wurde schließlich langjähriger Washington-Korrespondent der in Augusta, Georgia erscheinenden Tageszeitung Chronicle. Er betätigte sich auch weiterhin im literarischen Metier, doch erreichte keines seiner zahlreichen späteren Gedichte die immense Popularität von Maryland, My Maryland. 1939 erhob die Generalversammlung Marylands per Gesetz das Gedicht in den Rang der offiziellen Staatshymne (state song). Im Mai 2021 wurde ihm dieser Titel wieder aberkannt; zur Begründuing hieß es, dass der Text die Worte „Sic semper [tyrannis]“ enthält, die John Wilkes Booth anlässlich seines Mordes an Präsident Lincoln aufgegriffen hatte.

### Werkausgaben
- Matthew Page Andrews: The Poems of James Ryder Randall. Tandy-Thomas, New York 1910.

### Sekundärliteratur
- J. E. Uhler: James Ryder Randall in Louisiana. In: Louisiana Historical Quarterly 21, 1938, S. 532–546.

| Personendaten    | Personendaten                         |
| ---------------- | ------------------------------------- |
| NAME             | Randall, James Ryder                  |
| KURZBESCHREIBUNG | amerikanischer Dichter und Journalist |
| GEBURTSDATUM     | 1. Januar 1839                        |
| GEBURTSORT       | Baltimore                             |
| STERBEDATUM      | 15. Januar 1908                       |
| STERBEORT        | Augusta (Georgia)                     |